# Schloss Pardubice

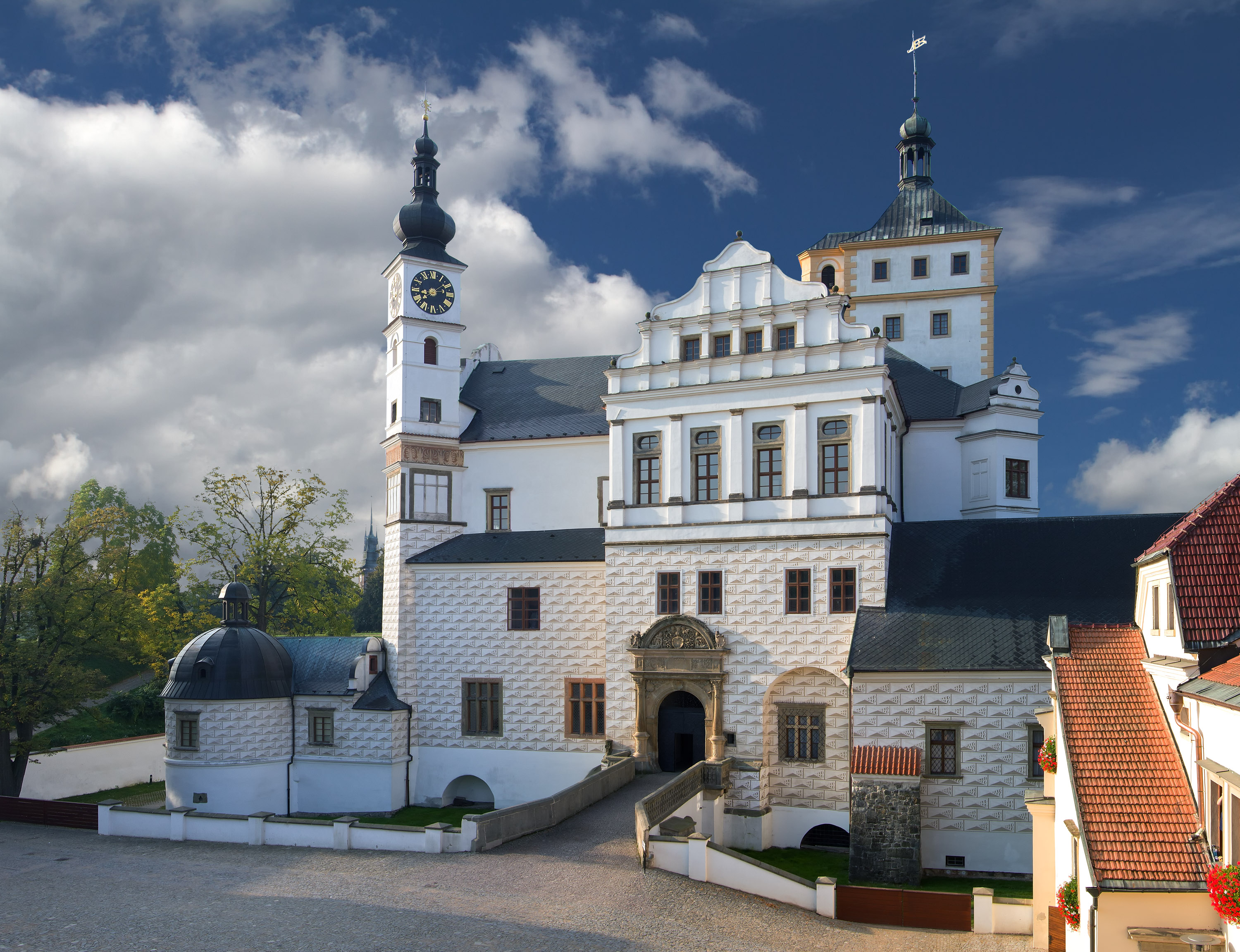
Schloss Pardubice

Karte von Stadt und Schloss Pardubitz (1745)

Karte von Stadt und Schloss Pardubitz (um 1760)

Das Schloss Pardubice (deutsch Pardubitz) liegt in der gleichnamigen Stadt Pardubice in Tschechien.

## Geschichte
Zwischen 1332 und 1340 gründete der damalige Grundherr Ernst von Hostin (Arnošt z Hostýně) eine Stadt, nach der sich seine Söhne von Pardubitz nannten. Der älteste Sohn Ernst von Pardubitz (1297–1364) war der erste Erzbischof von Prag. Ab dem Ende des 14. Jahrhunderts wechselten die Eigentümer der Stadt mehrfach, ab 1490 befand sie sich im Besitz der Familie von Pernštejn, die das große Schloss errichten ließ. Jaroslav von Pernstein musste Stadt und Schloss 1560 an Kaiser Ferdinand I. verkaufen, ab dieser Zeit war Pardubitz eine königliche Stadt.
Das Schloss steht an der Stelle eines ursprünglichen Herrensitzes, der wahrscheinlich am Ende des 13. Jahrhunderts angelegt wurde. Im folgenden Jahrhundert wurde dieser in eine Wasserburg umgebaut. Unter der Herrschaft des Wilhelm II. von Pernstein wurde sie im spätgotischen Stil umgebaut und durch einen Ostflügel erweitert. Dessen Sohn Adalbert von Pernstein setzte den Umbau und die Umgestaltung im Frührenaissancestil fort. 1574–1579 baute der italienische Baumeister Ulrico Aostalli im zweiten Stock des Nordflügels einen Repräsentationssaal, restaurierte die Schlossfassade, die mit Sgraffiti verziert wurde und baute den Renaissance-Giebel an. Die Schlossanlage, als Festung errichtet, überstand den Dreißigjährigen Krieg, ohne dass sie eingenommen wurde. Das Schloss in Pardubice ist ein seltenes Beispiel des fließenden Übergangs eines Burgbaus in eine Schlossanlage. In drei Rittersälen des südlichen Flügels sind Fragmente früherer Wandmalereien aus der Frührenaissance zu sehen. Das sich im Vojtěch-Saal befindende Gemälde aus der alttestamentlichen Sage von Samson und Dellilah stammt aus dem Jahre 1532. Es handelt sich um eine der ältesten bekannten Renaissance-Wandmalereien in Böhmen. Das Schloss dient als Museum und Galerie. Die Schlossanlage schließt sich an das sehenswerte historische Stadtzentrum an.
Im Jahr 2010 wurde Schloss Pardubice zum Nationalen Kulturdenkmal Tschechiens erklärt.